# 마르셀로 안토니오 궤데스 필로
마르셀로 안토니우 게지스 필류(포르투갈어:  Marcelo Antônio Guedes Filho, 1987년 5월 20일 ~ )는 브라질의 축구 선수로, 현재 웨스턴 시드니 원더러스의 소속이다.